# Ellen Hayes

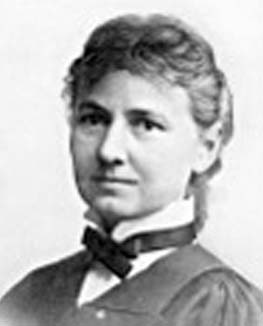
Ellen Hayes, vor 1930

 Ellen Amanda Hayes (* 23. September 1851 in Granville, Ohio, USA; † 27. Oktober 1930 in Wellesley (Massachusetts), USA) war eine US-amerikanische Mathematikerin, Astronomin und Hochschullehrerin.  Sie war eine der ersten amerikanischen Professorinnen.

## Leben und Werk
Hayes war eines von sechs Kindern des Offiziers und Gerbers Charles Coleman Hayes und Ruth Rebecca Wolcott. Ihr Großvater mütterlicherseits war Horace Wolcott, der 1805 die Stadt Granville, Ohio, gründete. Mit acht Jahren besuchte sie die Centerville School und unterrichtete nach ihrem Abschluss an einer Landschule. Nachdem sie fünf Jahre lang unterrichtet hatte, studierte sie ab 1872 am Oberlin College in Oberlin.  Sie verbrachte einige Zeit damit, sich auf ihr Studium vorzubereiten, das sie 1875 begann, und erhielt 1878 ihren Bachelor-Abschluss. Anschließend unterrichtete sie ein Jahr lang am Adrian College in Adrian, Lenawee County, Südost-Michigan. 1879 wurde sie an das Wellesley College berufen, welches das erste College mit wissenschaftlichen Laboren war. Sie war dort bis zu ihrem Ruhestand 1916 tätig.

## Astronomische Tätigkeiten

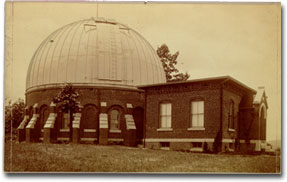
Leander McCormick Observatory um 1890

Von 1887 bis 1888 führte Hayes am Leander McCormick Observatory der University of Virginia Beobachtungen durch. Sie beobachtete einen der Kleinplaneten (Minor Planet 267) und berechnete seine Umlaufbahn. 1904 beobachtete sie einen Kometen, was sie im Mai 1904 in der Zeitschrift Nature veröffentlichte.
Sie wurde 1888 Professorin und Leiterin der mathematischen Fakultät.  Als das Wellesley College 1897 eine neue Abteilung für Angewandte Mathematik gründete, wurde sie deren erste Leiterin. 1904 wurde die Abteilung für Angewandte Mathematik erweitert und wurde zur Abteilung für Astronomie und Angewandte Mathematik, deren Leiterin sie weiterhin war. Während ihrer Jahre am Wellesley College schrieb sie mehrere Lehrbücher.

## Politisches Engagement
Sie setzte sich für das Recht der Frauen auf Bildung, das Frauenwahlrecht und auch für Gewerkschaftsrechte ein. Ihre Ansichten führten zu Drohungen gegen sie und sogar zu ihrer Verhaftung. Im Alter von 76 Jahren wurde sie verhaftet, weil sie aus Protest gegen die Hinrichtung von Nicola Sacco und Bartolomeo Vanzetti demonstriert hatte. Sie trug in den 1880er Jahren kurze Röcke und in den 1890er Jahren war sie eine überzeugte Verfechterin des Frauenwahlrechts. Sie war 1912 die Kandidatin der Socialist Party für das Amt des Außenministers von Massachusetts. Sie war damit die erste Frau in der Geschichte des Staates, die für ein landesweites Amt kandidierte. Frauen durften sie damals nicht wählen, aber sie erhielt mehr Stimmen als jeder sozialistische Kandidat auf dem Stimmzettel.
Sie gründete nach ihrer Pensionierung ihre eigene Zeitung Relay, die monatlich erschien.
1929 verließ sie Wellesley, um beim Aufbau einer neuen Schule in West Park (New York), für junge Arbeiterinnen in den Fabriken zu helfen. Sie starb dort ein Jahr später und wurde auf dem Maple Grove Cemetery in Granville beigesetzt.
In ihrem Testament hinterließ sie ihr Gehirn der Wilder Brain Collection an der Cornell University.

## Auszeichnungen
1891 wurde Hayes zum Mitglied der New York Mathematical Society, der heutigen American Mathematical Society gewählt. Sie war eine der ersten sechs Frauen, die Mitglied dieser Organisation waren. 1912 wurde sie auf der sozialistischen Liste als Außenministerin in Massachusetts nominiert und war die erste Frau, die für ein staatliches Wahlamt in Massachusetts kandidierte. Frauen durften sie damals nicht wählen, aber sie erhielt trotzdem mehr Stimmen (13.991) als jede andere sozialistische Kandidatin.

## Veröffentlichungen
- 1891: Lessons on Higher Algebra
- 1894: Lessons on Higher Algebra (Revised Edition)
- 1897: Algebra for High Schools and Colleges
- 1900: An Introduction to the Mathematical Treatment of Science
- 1909: Letters to a College Girl